# Protounguicularia transiens
Protounguicularia transiens är en svampart som tillhör divisionen sporsäcksvampar, och som först beskrevs av Höhn., och fick sitt nu gällande namn av Hutinen. Protounguicularia transiens ingår i släktet Protounguicularia, och familjen Hyaloscyphaceae. Arten är reproducerande i Sverige.